# Campeonato de Primera División C 1965 (Argentina)
El Campeonato de Primera División C 1965 fue la trigésima primera temporada del certamen de la tercera categoría del fútbol argentino. Se disputó entre el 20 de marzo y el 13 de noviembre de 1965.
El único nuevo participante fue Arsenal de Llavallol, campeón de la División Superior 1964.
El certamen consagró campeón por primera vez a Almirante Brown, que obtuvo el ascenso. Por su parte, reducido1 resultó ganador del Torneo Reducido y obtuvo el segundo ascenso.

## Ascensos y descensos
| Pos. | Ascendidos de la Primera C 1964 |
| ---- | ------------------------------- |
| 1º   | Arsenal de Sarandí              |

| Pos. | Ascendidos de la División Superior 1964 |
| ---- | --------------------------------------- |
| 1º   | Arsenal de Llavallol                    |

## Formato
Los equipos se enfrentaron bajo el sistema de todos contra todos a dos ruedas. El equipo con mayor puntaje se consagró campeón y obtuvo el ascenso.
No hubo descensos.

## Equipos participantes
| Equipo                   | Ciudad            | Estadio                     |
| ------------------------ | ----------------- | --------------------------- |
| Almirante Brown          | San Justo         | Villa Sahores               |
| Arsenal de Llavallol     | Llavallol         | Arsenal de Llavallol        |
| Barracas Central         | Buenos Aires      | Olavarría y Luna            |
| Brown de Adrogué         | Adrogué           | Brown de Adrogué            |
| Colegiales               | Munro             | Malaver y Posadas           |
| Comunicaciones           | Buenos Aires      | Comunicaciones              |
| Defensores de Cambaceres | Ensenada          | Camino Rivadavia y Quintana |
| Deportivo Riestra        | Buenos Aires      | Riestra y Lacarra           |
| Estudiantes (BA)         | Caseros           | Estudiantes (BA)            |
| Fénix                    | Buenos Aires      | Concepción Arenal           |
| Flandria                 | Jáuregui          | Carlos V                    |
| J.J. Urquiza             | Caseros           | Kelsey y Bonifacini         |
| Leandro N. Alem          | General Rodríguez | Leandro N. Alem             |
| Liniers                  | Ciudadela         | Gaona y General Paz         |
| Luján                    | Luján             | Municipal de Luján          |
| Porteño AC               | General Rodríguez | No posee                    |
| Sacachispas              | Buenos Aires      | Lacarra y Barros Pazos      |
| Sportivo Palermo         | Villa Lynch       | Sportivo Palermo            |

### Distribución geográfica de los equipos
| Región                                   | Cant. | Equipos |
| ---------------------------------------- | ----- | --- |
| Conurbano bonaerense                     | 8     | Almirante Brown, Arsenal de Llavallol, Brown de Adrogué, Colegiales, Estudiantes (BA), J.J Urquiza, Liniers, Sportivo Palermo |
| Ciudad de Buenos Aires                   | 5     | Barracas Central, Comunicaciones, Deportivo Riestra, Fénix y Sacachispas                                                      |
| Interior de la provincia de Buenos Aires | 4     | Flandria, Leandro N. Alem, Luján y Porteño AC                                                                                 |
| Gran La Plata                            | 1     | Defensores de Cambaceres |

## Tabla de posiciones
| Pos. | Equipo                   | Pts. | PJ | PG | PE | PP | GF | GC  | Dif. |
| ---- | ------------------------ | ---- | -- | -- | -- | -- | -- | --- | ---- |
| 1.º  | Almirante Brown          | 54   | 34 | 23 | 8  | 3  | 68 | 29  | 39   |
| 2.º  | Estudiantes (BA)         | 50   | 34 | 20 | 10 | 4  | 74 | 28  | 46   |
| 3.º  | Colegiales               | 47   | 34 | 19 | 9  | 6  | 63 | 34  | 29   |
| 4.º  | Fénix                    | 47   | 34 | 19 | 9  | 6  | 62 | 40  | 22   |
| 5.º  | Luján                    | 44   | 34 | 20 | 4  | 10 | 82 | 53  | 29   |
| 6.º  | Liniers                  | 44   | 34 | 19 | 6  | 9  | 53 | 36  | 17   |
| 7.º  | Leandro N. Alem          | 40   | 34 | 17 | 6  | 11 | 72 | 44  | 28   |
| 8.º  | Defensores de Cambaceres | 36   | 34 | 15 | 6  | 13 | 70 | 54  | 16   |
| 9.º  | Arsenal (Llavallol)      | 36   | 34 | 15 | 6  | 13 | 55 | 64  | −9   |
| 10.º | Flandria                 | 33   | 34 | 12 | 9  | 13 | 53 | 44  | 9    |
| 11.º | Deportivo Riestra        | 32   | 34 | 11 | 10 | 13 | 58 | 56  | 2    |
| 12.º | Comunicaciones           | 29   | 34 | 11 | 7  | 16 | 44 | 49  | −5   |
| 13.º | Sacachispas              | 26   | 34 | 8  | 10 | 16 | 50 | 68  | −18  |
| 14.º | Barracas Central         | 25   | 34 | 8  | 9  | 17 | 47 | 58  | −11  |
| 15.º | J.J. Urquiza             | 22   | 34 | 7  | 8  | 19 | 37 | 64  | −27  |
| 16.º | Brown de Adrogué         | 21   | 34 | 7  | 7  | 20 | 32 | 62  | −30  |
| 17.º | Porteño AC               | 17   | 34 | 5  | 7  | 22 | 38 | 85  | −47  |
| 18.º | Sportivo Palermo         | 9    | 34 | 2  | 5  | 27 | 25 | 115 | −90  |

|  | Se consagró campeón y ascendió a la Primera B |

## Goleadores[2]
| Pos. | Jugador              | Jugador              | Goles | Equipo               |
| ---- | -------------------- | -------------------- | ----- | -------------------- |
| 1    | Bandera de Argentina | Juan Carlos Pizarro  | 29    | Colegiales           |
| 2    | Bandera de Argentina | Horacio Onzari       | 23    | Almirante Brown      |
| 2    | Bandera de Argentina | Juan José Valiente   | 23    | Arsenal de Llavallol |
| 3    | Bandera de Argentina | Héctor Oscar Cordero | 21    | Luján                |
| 4    | Bandera de Argentina | Aníbal Boccuti       | 17    | Deportivo Riestra    |
| 4    | Bandera de Argentina | Ricardo Mancuso      | 17    | Luján                |
| 5    | Bandera de Argentina | Miguel Ángel Álvarez | 15    | Estudiantes (BA)     |

## Resultados
| Almirante Brown   | 2 - 1 | Comunicaciones           | Villa Sahores                | 20 de marzo |
| Brown de Adrogué  | 0 - 1 | Sacachispas              | Brown de Adrogué             | 20 de marzo |
| Barracas Central  | 1 - 1 | J.J. Urquiza             | Estadio Claudio Chiqui Tapia | 20 de marzo |
| Luján             | 4 - 1 | Defensores de Cambaceres | Municipal de Luján           | 20 de marzo |
| Estudiantes (BA)  | 2 - 2 | Fénix                    | Estudiantes (BA)             | 20 de marzo |
| Deportivo Riestra | 2 - 3 | Arsenal de Llavallol     | Estadio Guillermo Laza       | 20 de marzo |
| Sportivo Palermo  | 0 - 3 | Liniers                  | Sportivo Palermo             | 20 de marzo |
| Leandro N. Alem   | 0 - 1 | Colegiales               | Leandro N. Alem              | 21 de marzo |
| Flandria          | 2 - 0 | Porteño AC               | Carlos V                     | 21 de marzo |

| Sportivo Palermo         | 0 - 1 | Almirante Brown   | Sportivo Palermo            | 27 de marzo |
| Liniers                  | 0 - 0 | Flandria          | Gaona y General Paz         | 27 de marzo |
| Arsenal de Llavallol     | 1 - 3 | Estudiantes (BA)  | Arsenal de Llavallol        | 27 de marzo |
| Fénix                    | 4 - 2 | Luján             | Concepción Arenal           | 27 de marzo |
| Defensores de Cambaceres | 1 - 0 | Barracas Central  | Camino Rivadavia y Quintana | 27 de marzo |
| J.J. Urquiza             | 1 - 0 | Brown de Adrogué  | Kelsey y Bonifacini         | 27 de marzo |
| Sacachispas              | 1 - 2 | Leandro N. Alem   | Lacarra y Barros Pazos      | 27 de marzo |
| Colegiales               | 2 - 2 | Comunicaciones    | Malaver y Posadas           | 27 de marzo |
| Porteño AC               | 1 - 4 | Deportivo Riestra | Leandro N. Alem             | 28 de marzo |

| Almirante Brown   | 1 - 1 | Colegiales               | Villa Sahores      | 3 de abril |
| Comunicaciones    | 3 - 1 | Sacachispas              | Comunicaciones     | 3 de abril |
| Brown de Adrogué  | 0 - 2 | Defensores de Cambaceres | Brown de Adrogué   | 3 de abril |
| Barracas Central  | 1 - 1 | Fénix                    | Olavarría y Luna   | 3 de abril |
| Luján             | 4 - 2 | Arsenal de Llavallol     | Municipal de Luján | 3 de abril |
| Estudiantes (BA)  | 5 - 2 | Porteño AC               | Estudiantes (BA)   | 3 de abril |
| Deportivo Riestra | 1 - 2 | Liniers                  | Riestra y Lacarra  | 3 de abril |
| Leandro N. Alem   | 1 - 2 | J.J. Urquiza             | Leandro N. Alem    | 4 de abril |
| Flandria          | 4 - 0 | Sportivo Palermo         | Carlos V           | 4 de abril |

| Sportivo Palermo         | 0 - 4 | Deportivo Riestra | Sportivo Palermo            | 10 de abril |
| Liniers                  | 1 - 4 | Estudiantes (BA)  | Gaona y General Paz         | 10 de abril |
| Arsenal de Llavallol     | 4 - 3 | Barracas Central  | Arsenal de Llavallol        | 10 de abril |
| Fénix                    | 3 - 2 | Brown de Adrogué  | Concepción Arenal           | 10 de abril |
| Defensores de Cambaceres | 2 - 1 | Leandro N. Alem   | Camino Rivadavia y Quintana | 10 de abril |
| J.J. Urquiza             | 2 - 2 | Comunicaciones    | Kelsey y Bonifacini         | 10 de abril |
| Sacachispas              | 1 - 2 | Colegiales        | Lacarra y Barros Pazos      | 10 de abril |
| Flandria                 | 0 - 1 | Almirante Brown   | Carlos V                    | 11 de abril |
| Porteño AC               | 1 - 3 | Luján             | Leandro N. Alem             | 11 de abril |

| Almirante Brown   | 2 - 1 | Sacachispas              | Villa Sahores      | 17 de abril |
| Colegiales        | 3 - 1 | J.J. Urquiza             | Malaver y Posadas  | 17 de abril |
| Comunicaciones    | 0 - 3 | Defensores de Cambaceres | Comunicaciones     | 17 de abril |
| Brown de Adrogué  | 2 - 1 | Arsenal de Llavallol     | Brown de Adrogué   | 17 de abril |
| Barracas Central  | 4 - 0 | Porteño AC               | Olavarría y Luna   | 17 de abril |
| Luján             | 3 - 1 | Liniers                  | Municipal de Luján | 17 de abril |
| Estudiantes (BA)  | 6 - 0 | Sportivo Palermo         | Estudiantes (BA)   | 17 de abril |
| Deportivo Riestra | 4 - 3 | Flandria                 | Riestra y Lacarra  | 17 de abril |
| Leandro N. Alem   | 5 - 1 | Fénix                    | Leandro N. Alem    | 18 de abril |

| Deportivo Riestra        | 1 - 1 | Almirante Brown  | Riestra y Lacarra           | 24 de abril |
| Sportivo Palermo         | 1 - 2 | Luján            | Sportivo Palermo            | 24 de abril |
| Liniers                  | 2 - 1 | Barracas Central | Gaona y General Paz         | 24 de abril |
| Arsenal de Llavallol     | 2 - 1 | Leandro N. Alem  | Arsenal de Llavallol        | 24 de abril |
| Fénix                    | 4 - 2 | Comunicaciones   | Concepción Arenal           | 24 de abril |
| Defensores de Cambaceres | 2 - 2 | Colegiales       | Camino Rivadavia y Quintana | 24 de abril |
| J.J. Urquiza             | 2 - 2 | Sacachispas      | Kelsey y Bonifacini         | 24 de abril |
| Flandria                 | 0 - 1 | Estudiantes (BA) | Carlos V                    | 25 de abril |
| Porteño AC               | 1 - 0 | Brown de Adrogué | Leandro N. Alem             | 25 de abril |

| Almirante Brown  | 5 - 2 | J.J. Urquiza             | Villa Sahores          | 1 de mayo |
| Sacachispas      | 3 - 1 | Defensores de Cambaceres | Lacarra y Barros Pazos | 1 de mayo |
| Colegiales       | 1 - 0 | Fénix                    | Malaver y Posadas      | 1 de mayo |
| Comunicaciones   | 1 - 1 | Arsenal de Llavallol     | Comunicaciones         | 1 de mayo |
| Brown de Adrogué | 0 - 1 | Liniers                  | Brown de Adrogué       | 1 de mayo |
| Barracas Central | 5 - 1 | Sportivo Palermo         | Olavarría y Luna       | 1 de mayo |
| Luján            | 3 - 0 | Flandria                 | Municipal de Luján     | 1 de mayo |
| Estudiantes (BA) | 2 - 0 | Deportivo Riestra        | Estudiantes (BA)       | 1 de mayo |
| Leandro N. Alem  | 4 - 2 | Porteño AC               | Leandro N. Alem        | 2 de mayo |

| Estudiantes (BA)         | 1 - 1 | Almirante Brown  | Estudiantes (BA)            | 8 de mayo |
| Deportivo Riestra        | 3 - 6 | Luján            | Riestra y Lacarra           | 8 de mayo |
| Sportivo Palermo         | 1 - 2 | Brown de Adrogué | Sportivo Palermo            | 8 de mayo |
| Liniers                  | 1 - 1 | Leandro N. Alem  | Gaona y General Paz         | 8 de mayo |
| Arsenal de Llavallol     | 2 - 2 | Colegiales       | Arsenal de Llavallol        | 8 de mayo |
| Fénix                    | 1 - 1 | Sacachispas      | Concepción Arenal           | 8 de mayo |
| Defensores de Cambaceres | 5 - 2 | J.J. Urquiza     | Camino Rivadavia y Quintana | 8 de mayo |
| Flandria                 | 3 - 1 | Barracas Central | Carlos V                    | 9 de mayo |
| Porteño AC               | 2 - 0 | Comunicaciones   | Leandro N. Alem             | 9 de mayo |

| Almirante Brown  | 2 - 0 | Defensores de Cambaceres | Francisco Urbano       | 15 de mayo |
| J.J. Urquiza     | 0 - 1 | Fénix                    | Kelsey y Bonifacini    | 15 de mayo |
| Sacachispas      | 1 - 2 | Arsenal de Llavallol     | Lacarra y Barros Pazos | 15 de mayo |
| Colegiales       | 7 - 0 | Porteño AC               | Malaver y Posadas      | 15 de mayo |
| Comunicaciones   | 2 - 1 | Liniers                  | Comunicaciones         | 15 de mayo |
| Brown de Adrogué | 1 - 1 | Flandria                 | Brown de Adrogué       | 15 de mayo |
| Barracas Central | 0 - 4 | Deportivo Riestra        | Olavarría y Luna       | 15 de mayo |
| Luján            | 1 - 1 | Estudiantes (BA)         | Municipal de Luján     | 15 de mayo |
| Leandro N. Alem  | 9 - 0 | Sportivo Palermo         | Leandro N. Alem        | 16 de mayo |

| Luján                | 4 - 2 | Almirante Brown          | Municipal de Luján   | 22 de mayo |
| Estudiantes (BA)     | 2 - 1 | Barracas Central         | Estudiantes (BA)     | 22 de mayo |
| Deportivo Riestra    | 2 - 2 | Brown de Adrogué         | Riestra y Lacarra    | 22 de mayo |
| Sportivo Palermo     | 0 - 4 | Comunicaciones           | Sportivo Palermo     | 22 de mayo |
| Liniers              | 3 - 0 | Colegiales               | Gaona y General Paz  | 22 de mayo |
| Arsenal de Llavallol | 1 - 1 | J.J. Urquiza             | Arsenal de Llavallol | 22 de mayo |
| Fénix                | 0 - 3 | Defensores de Cambaceres | Concepción Arenal    | 22 de mayo |
| Flandria             | 0 - 0 | Leandro N. Alem          | Carlos V             | 23 de mayo |
| Porteño AC           | 1 - 1 | Sacachispas              | Leandro N. Alem      | 23 de mayo |

| Almirante Brown          | 3 - 3 | Fénix                | Villa Sahores               | 29 de mayo |
| Defensores de Cambaceres | 3 - 1 | Arsenal de Llavallol | Camino Rivadavia y Quintana | 29 de mayo |
| J.J. Urquiza             | 2 - 0 | Porteño AC           | Kelsey y Bonifacini         | 29 de mayo |
| Sacachispas              | 1 - 2 | Liniers              | Lacarra y Barros Pazos      | 29 de mayo |
| Colegiales               | 6 - 1 | Sportivo Palermo     | Malaver y Posadas           | 29 de mayo |
| Comunicaciones           | 1 - 2 | Flandria             | Comunicaciones              | 29 de mayo |
| Brown de Adrogué         | 1 - 4 | Estudiantes (BA)     | Brown de Adrogué            | 29 de mayo |
| Barracas Central         | 2 - 2 | Luján                | Olavarría y Luna            | 29 de mayo |
| Leandro N. Alem          | 5 - 1 | Deportivo Riestra    | Leandro N. Alem             | 30 de mayo |

| Barracas Central     | 1 - 2 | Almirante Brown          | Olavarría y Luna     | 5 de junio |
| Luján                | 2 - 1 | Brown de Adrogué         | Municipal de Luján   | 5 de junio |
| Estudiantes (BA)     | 0 - 1 | Leandro N. Alem          | Estudiantes (BA)     | 5 de junio |
| Deportivo Riestra    | 2 - 1 | Comunicaciones           | Riestra y Lacarra    | 5 de junio |
| Sportivo Palermo     | 1 - 1 | Sacachispas              | Sportivo Palermo     | 5 de junio |
| Liniers              | 2 - 0 | J.J. Urquiza             | Gaona y General Paz  | 5 de junio |
| Arsenal de Llavallol | 0 - 5 | Fénix                    | Arsenal de Llavallol | 5 de junio |
| Flandria             | 1 - 0 | Colegiales               | Carlos V             | 6 de junio |
| Porteño AC           | 2 - 2 | Defensores de Cambaceres | Leandro N. Alem      | 6 de junio |

| Almirante Brown          | 4 - 0 | Arsenal de Llavallol | Villa Sahores               | 12 de junio |
| Fénix                    | 1 - 0 | Porteño AC           | Concepción Arenal           | 12 de junio |
| Defensores de Cambaceres | 1 - 0 | Liniers              | Camino Rivadavia y Quintana | 12 de junio |
| J.J. Urquiza             | 2 - 1 | Sportivo Palermo     | Kelsey y Bonifacini         | 12 de junio |
| Sacachispas              | 5 - 8 | Flandria             | Lacarra y Barros Pazos      | 12 de junio |
| Colegiales               | 3 - 1 | Deportivo Riestra    | Malaver y Posadas           | 12 de junio |
| Comunicaciones           | 0 - 0 | Estudiantes (BA)     | Comunicaciones              | 12 de junio |
| Brown de Adrogué         | 0 - 0 | Barracas Central     | Brown de Adrogué            | 12 de junio |
| Leandro N. Alem          | 3 - 2 | Luján                | Leandro N. Alem             | 13 de junio |

| Brown de Adrogué  | 2 - 3 | Almirante Brown          | Brown de Adrogué    | 19 de junio |
| Barracas Central  | 2 - 0 | Leandro N. Alem          | Olavarría y Luna    | 19 de junio |
| Luján             | 0 - 1 | Comunicaciones           | Municipal de Luján  | 19 de junio |
| Estudiantes (BA)  | 1 - 1 | Colegiales               | Estudiantes (BA)    | 19 de junio |
| Deportivo Riestra | 1 - 1 | Sacachispas              | Riestra y Lacarra   | 19 de junio |
| Sportivo Palermo  | 0 - 2 | Defensores de Cambaceres | Sportivo Palermo    | 19 de junio |
| Liniers           | 1 - 2 | Fénix                    | Gaona y General Paz | 19 de junio |
| Flandria          | 2 - 1 | J.J. Urquiza             | Carlos V            | 20 de junio |
| Porteño AC        | 1 - 2 | Arsenal de Llavallol     | Leandro N. Alem     | 20 de junio |

| Almirante Brown          | 2 - 0 | Porteño AC        | Villa Sahores               | 26 de junio |
| Arsenal de Llavallol     | 1 - 2 | Liniers           | Arsenal de Llavallol        | 26 de junio |
| Fénix                    | 2 - 1 | Sportivo Palermo  | Concepción Arenal           | 26 de junio |
| Defensores de Cambaceres | 2 - 1 | Flandria          | Camino Rivadavia y Quintana | 26 de junio |
| J.J. Urquiza             | 1 - 1 | Deportivo Riestra | Kelsey y Bonifacini         | 26 de junio |
| Sacachispas              | 0 - 3 | Estudiantes (BA)  | Lacarra y Barros Pazos      | 26 de junio |
| Colegiales               | 0 - 0 | Luján             | Malaver y Posadas           | 26 de junio |
| Comunicaciones           | 2 - 0 | Barracas Central  | Comunicaciones              | 26 de junio |
| Leandro N. Alem          | 3 - 0 | Brown de Adrogué  | Leandro N. Alem             | 27 de junio |

| Brown de Adrogué  | 2 - 1 | Comunicaciones           | Brown de Adrogué    | 3 de julio |
| Barracas Central  | 0 - 0 | Colegiales               | Olavarría y Luna    | 3 de julio |
| Luján             | 0 - 2 | Sacachispas              | Municipal de Luján  | 3 de julio |
| Estudiantes (BA)  | 4 - 0 | J.J. Urquiza             | Estudiantes (BA)    | 3 de julio |
| Deportivo Riestra | 4 - 1 | Defensores de Cambaceres | Riestra y Lacarra   | 3 de julio |
| Sportivo Palermo  | 1 - 1 | Arsenal de Llavallol     | Sportivo Palermo    | 3 de julio |
| Liniers           | 4 - 1 | Porteño AC               | Gaona y General Paz | 3 de julio |
| Leandro N. Alem   | 5 - 2 | Almirante Brown          | Leandro N. Alem     | 4 de julio |
| Flandria          | 0 - 1 | Fénix                    | Carlos V            | 4 de julio |

| Almirante Brown          | 5 - 0 | Liniers           | Villa Sahores               | 10 de julio |
| Arsenal de Llavallol     | 3 - 1 | Flandria          | Arsenal de Llavallol        | 10 de julio |
| Fénix                    | 1 - 1 | Deportivo Riestra | Concepción Arenal           | 10 de julio |
| Defensores de Cambaceres | 2 - 2 | Estudiantes (BA)  | Camino Rivadavia y Quintana | 10 de julio |
| J.J. Urquiza             | 3 - 4 | Luján             | Kelsey y Bonifacini         | 10 de julio |
| Sacachispas              | 3 - 1 | Barracas Central  | Lacarra y Barros Pazos      | 10 de julio |
| Colegiales               | 2 - 1 | Brown de Adrogué  | Malaver y Posadas           | 10 de julio |
| Comunicaciones           | 0 - 1 | Leandro N. Alem   | Comunicaciones              | 10 de julio |
| Porteño AC               | 6 - 0 | Sportivo Palermo  | Leandro N. Alem             | 11 de julio |

| Comunicaciones           | 0 - 1 | Almirante Brown   | Comunicaciones              | 17 de julio |
| Colegiales               | 1 - 0 | Leandro N. Alem   | Malaver y Posadas           | 17 de julio |
| Sacachispas              | 2 - 0 | Brown de Adrogué  | Lacarra y Barros Pazos      | 17 de julio |
| J.J. Urquiza             | 2 - 0 | Barracas Central  | Kelsey y Bonifacini         | 17 de julio |
| Defensores de Cambaceres | 0 - 1 | Luján             | Camino Rivadavia y Quintana | 17 de julio |
| Fénix                    | 0 - 2 | Estudiantes (BA)  | Concepción Arenal           | 17 de julio |
| Arsenal de Llavallol     | 1 - 1 | Deportivo Riestra | Arsenal de Llavallol        | 17 de julio |
| Liniers                  | 4 - 1 | Sportivo Palermo  | Gaona y General Paz         | 17 de julio |
| Porteño AC               | 1 - 4 | Flandria          | Leandro N. Alem             | 18 de julio |

| Almirante Brown   | 3 - 1 | Sportivo Palermo         | Villa Sahores      | 24 de julio |
| Deportivo Riestra | 4 - 0 | Porteño AC               | Riestra y Lacarra  | 24 de julio |
| Estudiantes (BA)  | 4 - 0 | Arsenal de Llavallol     | Estudiantes (BA)   | 24 de julio |
| Luján             | 0 - 1 | Fénix                    | Municipal de Luján | 24 de julio |
| Barracas Central  | 1 - 0 | Defensores de Cambaceres | Olavarría y Luna   | 24 de julio |
| Brown de Adrogué  | 1 - 0 | J.J. Urquiza             | Brown de Adrogué   | 24 de julio |
| Comunicaciones    | 1 - 2 | Colegiales               | Comunicaciones     | 24 de julio |
| Flandria          | 0 - 0 | Liniers                  | Carlos V           | 25 de julio |
| Leandro N. Alem   | 4 - 1 | Sacachispas              | Leandro N. Alem    | 25 de julio |

| Colegiales               | 1 - 0 | Almirante Brown   | Malaver y Posadas           | 31 de julio |
| Sacachispas              | 1 - 4 | Comunicaciones    | Lacarra y Barros Pazos      | 31 de julio |
| J.J. Urquiza             | 1 - 4 | Leandro N. Alem   | Kelsey y Bonifacini         | 31 de julio |
| Defensores de Cambaceres | 6 - 0 | Brown de Adrogué  | Camino Rivadavia y Quintana | 31 de julio |
| Fénix                    | 5 - 2 | Barracas Central  | Concepción Arenal           | 31 de julio |
| Arsenal de Llavallol     | 2 - 1 | Luján             | Arsenal de Llavallol        | 31 de julio |
| Liniers                  | 1 - 3 | Deportivo Riestra | Gaona y General Paz         | 31 de julio |
| Sportivo Palermo         | 1 - 5 | Flandria          | Sportivo Palermo            | 31 de julio |
| Porteño AC               | 0 - 3 | Estudiantes (BA)  | Leandro N. Alem             | 1 de agosto |

| Almirante Brown   | 3 - 0 | Flandria                 | Villa Sahores      | 7 de agosto |
| Deportivo Riestra | 2 - 0 | Sportivo Palermo         | Riestra y Lacarra  | 7 de agosto |
| Estudiantes (BA)  | 1 - 0 | Liniers                  | nan                | 7 de agosto |
| Luján             | 2 - 1 | Porteño AC               | Municipal de Luján | 7 de agosto |
| Barracas Central  | 4 - 1 | Arsenal de Llavallol     | Olavarría y Luna   | 7 de agosto |
| Brown de Adrogué  | 0 - 0 | Fénix                    | Brown de Adrogué   | 7 de agosto |
| Comunicaciones    | 2 - 0 | J.J. Urquiza             | Comunicaciones     | 7 de agosto |
| Colegiales        | 1 - 1 | Sacachispas              | Malaver y Posadas  | 7 de agosto |
| Leandro N. Alem   | 3 - 2 | Defensores de Cambaceres | Leandro N. Alem    | 8 de agosto |

| Sacachispas              | 0 - 0 | Almirante Brown   | Lacarra y Barros Pazos      | 14 de agosto |
| J.J. Urquiza             | 0 - 3 | Colegiales        | Kelsey y Bonifacini         | 14 de agosto |
| Defensores de Cambaceres | 4 - 1 | Comunicaciones    | Camino Rivadavia y Quintana | 14 de agosto |
| Fénix                    | 2 - 1 | Leandro N. Alem   | Concepción Arenal           | 14 de agosto |
| Arsenal de Llavallol     | 4 - 1 | Brown de Adrogué  | Arsenal de Llavallol        | 14 de agosto |
| Liniers                  | 1 - 0 | Luján             | Gaona y General Paz         | 14 de agosto |
| Sportivo Palermo         | 0 - 5 | Estudiantes (BA)  | Sportivo Palermo            | 14 de agosto |
| Porteño AC               | 3 - 2 | Barracas Central  | Leandro N. Alem             | 15 de agosto |
| Flandria                 | 1 - 1 | Deportivo Riestra | Carlos V                    | 15 de agosto |

| Almirante Brown  | 3 - 0  | Deportivo Riestra        | Villa Sahores          | 21 de agosto |
| Estudiantes (BA) | 0 - 0  | Flandria                 | Estudiantes (BA)       | 21 de agosto |
| Luján            | 10 - 1 | Sportivo Palermo         | Municipal de Luján     | 21 de agosto |
| Barracas Central | 0 - 0  | Liniers                  | Olavarría y Luna       | 21 de agosto |
| Brown de Adrogué | 1 - 1  | Porteño AC               | Brown de Adrogué       | 21 de agosto |
| Comunicaciones   | 0 - 4  | Fénix                    | Comunicaciones         | 21 de agosto |
| Colegiales       | 1 - 0  | Defensores de Cambaceres | Malaver y Posadas      | 21 de agosto |
| Sacachispas      | 2 - 0  | J.J. Urquiza             | Lacarra y Barros Pazos | 21 de agosto |
| Leandro N. Alem  | 1 - 4  | Arsenal de Llavallol     | Leandro N. Alem        | 22 de agosto |

| J.J. Urquiza             | 0 - 3 | Almirante Brown  | Kelsey y Bonifacini         | 28 de agosto |
| Defensores de Cambaceres | 1 - 2 | Sacachispas      | Camino Rivadavia y Quintana | 28 de agosto |
| Fénix                    | 3 - 1 | Colegiales       | Concepción Arenal           | 28 de agosto |
| Arsenal de Llavallol     | 2 - 1 | Comunicaciones   | Arsenal de Llavallol        | 28 de agosto |
| Liniers                  | 2 - 0 | Brown de Adrogué | Gaona y General Paz         | 28 de agosto |
| Sportivo Palermo         | 1 - 3 | Barracas Central | Sportivo Palermo            | 28 de agosto |
| Deportivo Riestra        | 3 - 1 | Estudiantes (BA) | Riestra y Lacarra           | 28 de agosto |
| Porteño AC               | 1 - 5 | Leandro N. Alem  | Leandro N. Alem             | 29 de agosto |
| Flandria                 | 2 - 1 | Luján            | Carlos V                    | 29 de agosto |

| Almirante Brown  | 1 - 0 | Estudiantes (BA)         | Villa Sahores          | 4 de septiembre |
| Luján            | 4 - 2 | Deportivo Riestra        | Municipal de Luján     | 4 de septiembre |
| Barracas Central | 2 - 1 | Flandria                 | Olavarría y Luna       | 4 de septiembre |
| Brown de Adrogué | 2 - 0 | Sportivo Palermo         | Brown de Adrogué       | 4 de septiembre |
| Comunicaciones   | 0 - 0 | Porteño AC               | Comunicaciones         | 4 de septiembre |
| Colegiales       | 1 - 0 | Arsenal de Llavallol     | Malaver y Posadas      | 4 de septiembre |
| Sacachispas      | 1 - 3 | Fénix                    | Lacarra y Barros Pazos | 4 de septiembre |
| J.J. Urquiza     | 2 - 2 | Defensores de Cambaceres | Kelsey y Bonifacini    | 4 de septiembre |
| Leandro N. Alem  | 0 - 4 | Liniers                  | Leandro N. Alem        | 5 de septiembre |

| Defensores de Cambaceres | 3 - 4 | Almirante Brown  | Camino Rivadavia y Quintana | 11 de septiembre |
| Fénix                    | 2 - 0 | J.J. Urquiza     | Concepción Arenal           | 11 de septiembre |
| Arsenal de Llavallol     | 3 - 1 | Sacachispas      | Arsenal de Llavallol        | 11 de septiembre |
| Liniers                  | 3 - 1 | Comunicaciones   | Gaona y General Paz         | 11 de septiembre |
| Sportivo Palermo         | 0 - 3 | Leandro N. Alem  | Sportivo Palermo            | 11 de septiembre |
| Deportivo Riestra        | 1 - 1 | Barracas Central | Riestra y Lacarra           | 11 de septiembre |
| Estudiantes (BA)         | 2 - 4 | Luján            | Estudiantes (BA)            | 11 de septiembre |
| Porteño AC               | 0 - 5 | Colegiales       | Leandro N. Alem             | 12 de septiembre |
| Flandria                 | 2 - 0 | Brown de Adrogué | Carlos V                    | 12 de septiembre |

| Almirante Brown          | 4 - 1 | Luján                | Villa Sahores               | 18 de septiembre |
| Barracas Central         | 0 - 2 | Estudiantes (BA)     | Olavarría y Luna            | 18 de septiembre |
| Brown de Adrogué         | 2 - 1 | Deportivo Riestra    | Brown de Adrogué            | 18 de septiembre |
| Comunicaciones           | 3 - 0 | Sportivo Palermo     | Comunicaciones              | 18 de septiembre |
| Colegiales               | 1 - 4 | Liniers              | Malaver y Posadas           | 18 de septiembre |
| Sacachispas              | 2 - 2 | Porteño AC           | Lacarra y Barros Pazos      | 18 de septiembre |
| J.J. Urquiza             | 0 - 1 | Arsenal de Llavallol | Kelsey y Bonifacini         | 18 de septiembre |
| Defensores de Cambaceres | 2 - 3 | Fénix                | Camino Rivadavia y Quintana | 18 de septiembre |
| Leandro N. Alem          | 0 - 0 | Flandria             | Leandro N. Alem             | 19 de septiembre |

| Fénix                | 0 - 1 | Almirante Brown          | Concepción Arenal    | 25 de septiembre |
| Arsenal de Llavallol | 3 - 2 | Defensores de Cambaceres | Arsenal de Llavallol | 25 de septiembre |
| Liniers              | 1 - 0 | Sacachispas              | Gaona y General Paz  | 25 de septiembre |
| Sportivo Palermo     | 1 - 1 | Colegiales               | Sportivo Palermo     | 25 de septiembre |
| Deportivo Riestra    | 2 - 0 | Leandro N. Alem          | Riestra y Lacarra    | 25 de septiembre |
| Estudiantes (BA)     | 1 - 1 | Brown de Adrogué         | Estudiantes (BA)     | 25 de septiembre |
| Luján                | 3 - 1 | Barracas Central         | Municipal de Luján   | 25 de septiembre |
| Porteño AC           | 2 - 1 | J.J. Urquiza             | Leandro N. Alem      | 26 de septiembre |
| Flandria             | 0 - 0 | Comunicaciones           | Carlos V             | 26 de septiembre |

| Almirante Brown          | 1 - 1 | Barracas Central     | Villa Sahores               | 9 de octubre  |
| Brown de Adrogué         | 3 - 2 | Luján                | Brown de Adrogué            | 9 de octubre  |
| Comunicaciones           | 1 - 0 | Deportivo Riestra    | Comunicaciones              | 9 de octubre  |
| Colegiales               | 2 - 0 | Flandria             | Malaver y Posadas           | 9 de octubre  |
| Sacachispas              | 2 - 2 | Sportivo Palermo     | Lacarra y Barros Pazos      | 9 de octubre  |
| J.J. Urquiza             | 1 - 2 | Liniers              | Kelsey y Bonifacini         | 9 de octubre  |
| Defensores de Cambaceres | 2 - 0 | Porteño AC           | Camino Rivadavia y Quintana | 9 de octubre  |
| Fénix                    | 1 - 2 | Arsenal de Llavallol | Concepción Arenal           | 9 de octubre  |
| Leandro N. Alem          | 1 - 1 | Estudiantes (BA)     | Leandro N. Alem             | 10 de octubre |

| Arsenal de Llavallol | 0 - 1 | Almirante Brown          | Arsenal de Llavallol | 16 de octubre |
| Porteño AC           | 1 - 1 | Fénix                    | Leandro N. Alem      | 16 de octubre |
| Liniers              | 1 - 1 | Defensores de Cambaceres | Gaona y General Paz  | 16 de octubre |
| Sportivo Palermo     | 1 - 3 | J.J. Urquiza             | Sportivo Palermo     | 16 de octubre |
| Flandria             | 4 - 0 | Sacachispas              | Carlos V             | 16 de octubre |
| Deportivo Riestra    | 1 - 3 | Colegiales               | Riestra y Lacarra    | 16 de octubre |
| Estudiantes (BA)     | 0 - 0 | Comunicaciones           | Estudiantes (BA)     | 16 de octubre |
| Luján                | 3 - 2 | Leandro N. Alem          | Municipal de Luján   | 16 de octubre |
| Barracas Central     | 1 - 0 | Brown de Adrogué         | Olavarría y Luna     | 16 de octubre |

| Almirante Brown          | 2 - 0 | Brown de Adrogué  | Villa Sahores               | 23 de octubre |
| Leandro N. Alem          | 2 - 1 | Barracas Central  | Leandro N. Alem             | 23 de octubre |
| Comunicaciones           | 1 - 3 | Luján             | Comunicaciones              | 23 de octubre |
| Colegiales               | 1 - 2 | Estudiantes (BA)  | Malaver y Posadas           | 23 de octubre |
| Sacachispas              | 4 - 1 | Deportivo Riestra | Lacarra y Barros Pazos      | 23 de octubre |
| J.J. Urquiza             | 3 - 2 | Flandria          | Kelsey y Bonifacini         | 23 de octubre |
| Defensores de Cambaceres | 7 - 2 | Sportivo Palermo  | Camino Rivadavia y Quintana | 23 de octubre |
| Fénix                    | 2 - 0 | Liniers           | Concepción Arenal           | 23 de octubre |
| Arsenal de Llavallol     | 3 - 3 | Porteño AC        | Arsenal de Llavallol        | 23 de octubre |

| Porteño AC        | 0 - 2 | Almirante Brown          | Leandro N. Alem     | 30 de octubre |
| Liniers           | 1 - 0 | Arsenal de Llavallol     | Gaona y General Paz | 30 de octubre |
| Sportivo Palermo  | 1 - 1 | Fénix                    | Sportivo Palermo    | 30 de octubre |
| Flandria          | 2 - 2 | Defensores de Cambaceres | Carlos V            | 30 de octubre |
| Deportivo Riestra | 0 - 0 | J.J. Urquiza             | Riestra y Lacarra   | 30 de octubre |
| Estudiantes (BA)  | 4 - 1 | Sacachispas              | Estudiantes (BA)    | 30 de octubre |
| Luján             | 1 - 0 | Colegiales               | Municipal de Luján  | 30 de octubre |
| Barracas Central  | 1 - 3 | Comunicaciones           | Olavarría y Luna    | 30 de octubre |
| Brown de Adrogué  | 2 - 2 | Leandro N. Alem          | Brown de Adrogué    | 30 de octubre |

| Almirante Brown          | 0 - 0 | Leandro N. Alem   | Villa Sahores               | 6 de noviembre |
| Comunicaciones           | 3 - 1 | Brown de Adrogué  | Comunicaciones              | 6 de noviembre |
| Colegiales               | 2 - 1 | Barracas Central  | Malaver y Posadas           | 6 de noviembre |
| Sacachispas              | 1 - 3 | Luján             | Lacarra y Barros Pazos      | 6 de noviembre |
| J.J. Urquiza             | 0 - 1 | Estudiantes (BA)  | Kelsey y Bonifacini         | 6 de noviembre |
| Defensores de Cambaceres | 1 - 0 | Deportivo Riestra | Camino Rivadavia y Quintana | 6 de noviembre |
| Fénix                    | 2 - 1 | Flandria          | Concepción Arenal           | 6 de noviembre |
| Arsenal de Llavallol     | 0 - 3 | Sportivo Palermo  | Arsenal de Llavallol        | 6 de noviembre |
| Porteño AC               | 2 - 3 | Liniers           | Leandro N. Alem             | 6 de noviembre |

| Liniers           | 0 - 0 | Almirante Brown          | Villa Sahores      | 13 de noviembre |
| Sportivo Palermo  | 2 - 1 | Porteño AC               | Sportivo Palermo   | 13 de noviembre |
| Flandria          | 1 - 2 | Arsenal de Llavallol     | Carlos V           | 13 de noviembre |
| Deportivo Riestra | 0 - 0 | Fénix                    | Riestra y Lacarra  | 13 de noviembre |
| Estudiantes (BA)  | 4 - 2 | Defensores de Cambaceres | Estudiantes (BA)   | 13 de noviembre |
| Luján             | 1 - 1 | J.J. Urquiza             | Municipal de Luján | 13 de noviembre |
| Barracas Central  | 3 - 3 | Sacachispas              | Olavarría y Luna   | 13 de noviembre |
| Brown de Adrogué  | 2 - 4 | Colegiales               | Brown de Adrogué   | 13 de noviembre |
| Leandro N. Alem   | 2 - 0 | Comunicaciones           | Leandro N. Alem    | 13 de noviembre |